# Drum național 1C
Der Drum național 1C (rumänisch für „Nationalstraße 1C“, kurz DN1C) ist eine Hauptstraße in Rumänien. In seinem Südabschnitt ist er ein Teil der Europastraße 576, im weiteren Verlauf ab Dej der Europastraße 58 und ab Livada zugleich der Europastraße 81.

## Verlauf
Die Straße beginnt in Cluj-Napoca (Klausenburg) und verläuft zunächst nach Osten nach Apahida, wo der Drum național 16 abzweigt. Sie verläuft dann nach Norden über Gherla nach Dej, wo der Drum național 17 (Fortsetzung der Europastraße 576 und zugleich Abschnitt der Europastraße 58) nach Osten abzweigt und dem Tal des Someșul Mare (Großer Somesch) folgt. Der DN1C wendet sich nach Nordwesten folgt dem  Tal des Someș (Somesch) flussabwärts, verlässt dieses und führt über Șomcuta Mare nach Baia Mare (Frauenbach), wo die Nationalstraßen Drum național 18B und Drum național 18  nach Osten abzweigen. über Tăuții-Măgherăuș und Seini führt sie weiter nach Livada, verläuft hier über 4 km gemeinsam mit dem Drum național 19, bildet nunmehr zugleich einen Abschnitt der Europastraße 81 und erreicht nördlich von Halmeu die Grenze zur Ukraine, hinter der eine Fortsetzung nach Berehowe führt.
Die Länge der Straße beträgt rund 216 Kilometer.